# Porfirio Thierry Muñoz Ledo Chevannier
Porfirio Thierry Muñoz Ledo Chevannier (* 24. September 1960 in Mexiko-Stadt) ist ein mexikanischer Botschafter.

## Leben
Porfirio Thierry Muñoz Ledo Chevannier ist der Sohn von Porfirio Muñoz Ledo. Porfirio Thierry Muñoz Ledo Chevannier war Generalkonsul in Boston. Porfirio Thierry Muñoz Ledo Chevannier war Parlamentsabgeordneter der Partido Acción Nacional (Mexiko).
Er wurde im Juni 2007 von Felipe Calderón zum Botschafter bei den Regierungen in Rabat, Abuja, Dakar, Accra, Bamako und Libreville ernannt und wurde dort akkreditiert.
| Vorgänger                  | Amt                                               | Nachfolger |
| -------------------------- | ------------------------------------------------- | ---------- |
| Juan Antonio Mateos Cícero | mexikanischer Botschafter in Rabat 2007 bis jetzt | —          |
| Salvador Campos Icardo     | mexikanischer Botschafter in Dakar 2007 bis jetzt | —          |
| Juan Antonio Mateos Cícero | mexikanischer Botschafter in Accra 2007 bis jetzt | —          |